# Fuyuanichthys wangi
Fuyuanichthys wangi è un pesce osseo estinto, appartenente ai ginglimodi. Visse nel Triassico medio (Ladinico, circa 240 milioni di anni fa) e i suoi resti fossili sono stati ritrovati in Cina.

## Descrizione
Questo piccolo pesce non superava i 7,5 centimetri di lunghezza, ed è uno dei più piccoli ginglimodi noti. Possedeva un corpo fusiforme e corto, un muso corto e smussato e una pinna caudale accorciata, con un profilo biforcuto ed eterocerca e con il lobo superiore leggermente più lungo di quello inferiore. La dentatura superiore era costituita da elementi piccoli e aguzzi, disposti lungo il margine della premascella. Fuyuanichthys, rispetto ad altre forme simili, era caratterizzato da un osso frontale lungo circa il doppio del parietale, un preopercolo a forma di L, assenza di sopraorbitali e di supramaxilla, sei infraorbitali, due grandi suborbitali dietro le ossa circumorbitali e un piccolo suborbitale tra il preopercolo e il dermopterotico. Erano presenti sei paia di raggi branchiostegali. L'osso mascellare era privo di denti e terminava sotto l'orbita. Le scaglie erano piuttosto grandi, alte e lisce, con un margine posteriore diritto.

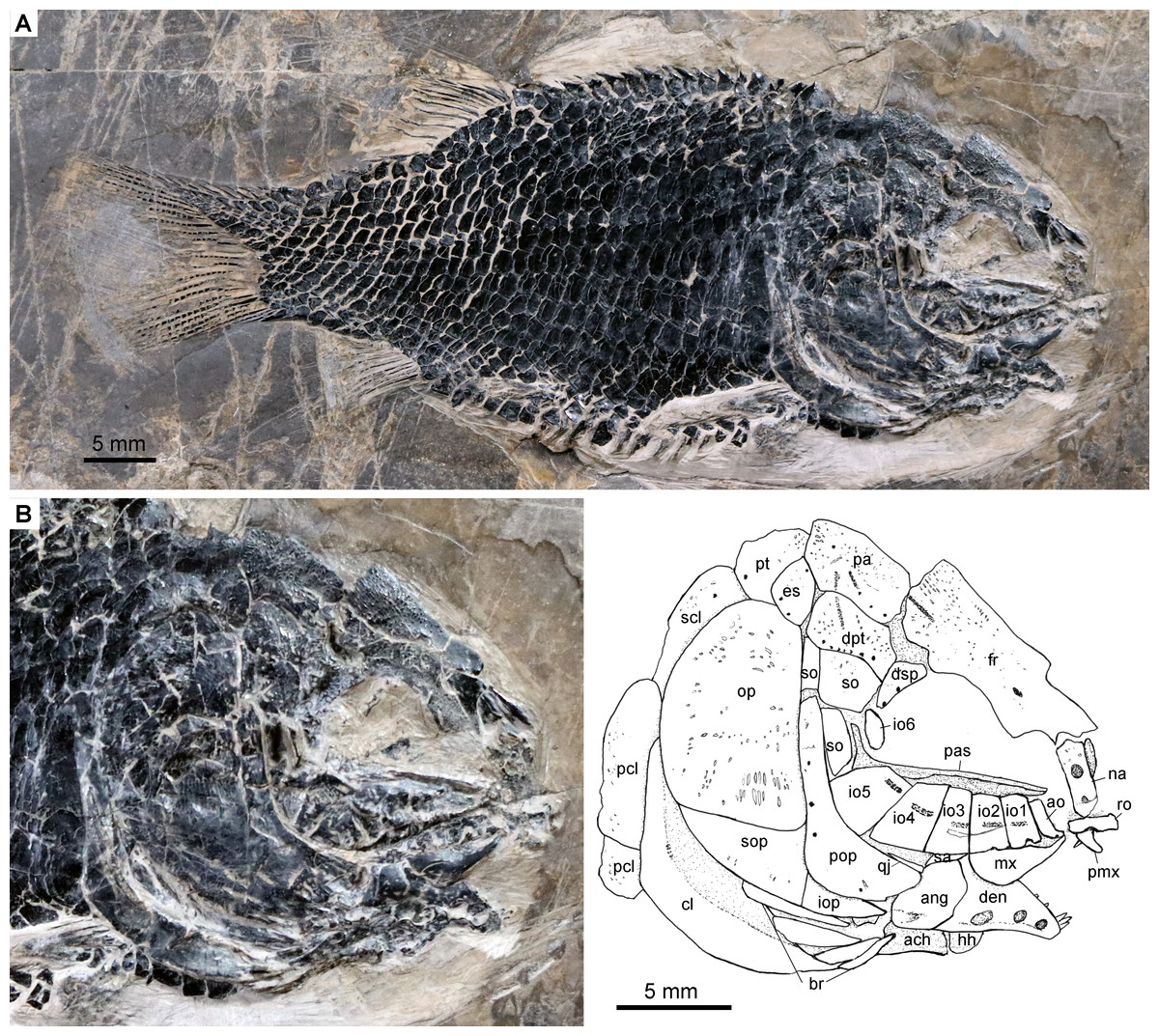
Fossile di Fuyuanichthys wangi

## Classificazione
Fuyuanichthys era un rappresentante arcaico dei ginglimodi, un gruppo di pesci ossei molto diffuso nel Mesozoico, attualmente rappresentato dai lucci alligatore (Lepisosteidae). In particolare, Fuyuanichthys è stato ascritto alla famiglia Kyphosichthyidae, nell'ordine Kyphosichthyiformes, comprendente anche Kyphosichthys; gli affini Lashanichthys e Yudaiichthys sono invece ascritti alla famiglia Lashanichthyidae.
Fuyuanichthys wangi venne descritto per la prima volta nel 2018, sulla base di numerosi fossili ben conservati ritrovati nella contea di Fuyuan (Provincia di Yunnan, Cina) in terreni risalenti al Triassico medio (Ladinico).